# Lachlan Island (ö i Australien, Western Australia)
Lachlan Island är en ö i Australien. Den ligger i delstaten Western Australia, omkring 1 900 kilometer nordost om delstatshuvudstaden Perth. Arean är 13,2 kvadratkilometer. Den sträcker sig 3,8 kilometer i nord-sydlig riktning, och 8,1 kilometer i öst-västlig riktning.
Trakten runt Lachlan Island är nära nog obefolkad, med mindre än två invånare per kvadratkilometer. Savannklimat råder i trakten. Genomsnittlig årsnederbörd är 1 438 millimeter. Den regnigaste månaden är januari, med i genomsnitt 398 mm nederbörd, och den torraste är augusti, med 2 mm nederbörd.